# El Pont d'Arsèguel
El Pont d'Arsèguel és un nucli de població del municipi d'Arsèguel, a l'Alt Urgell. Al poble hi ha un pont, que travessa el Segre, de pedra de dos ulls bastit a la primeria del segle xx on hi havia el pont antic que s'endugué un aiguat el 1872.
Actualment té 33 habitants i n'havia tingut 23 el 1991. Es troba on la carretera d'Arsèguel enllaça amb la carretera de la Seu d'Urgell a Puigcerdà.
Abans d'arribar al poble hi ha l'ermita del Carme, de devoció arrelada per ser la patrona dels traginers de sal. De fet, seguint les ermites d'aquesta advocació es pot refer el camí d'aquests traginers des de la Cerdanya, passant per la falda de la serra del Cadí, fins a Cardona.

## Pont d'Arsèguel
Pont de dos arcs molt amples, tot de pedra, pla eixamplat i comunica la carretera general amb el poble sobre el riu Segre. Té dues arcades a plena cintra: és tot de pedra i sòlidament construït. Existia ja en el segle xvi, en què el cronista Ortadó el cita com l'últim dels 7 ponts sobre el Segre en el comtat de Cerdanya.